# Нигер
Вижте пояснителната страница за други значения на Нигер.
Република Нигер (на френски: République du Niger) е държава в Западна Африка. На север граничи с Алжир и Либия, на запад – с Буркина Фасо и Мали, на изток – с Чад, а на юг – с Нигерия и Бенин. Страната няма излаз на море и се намира в една от най-сухите части на пустинята Сахара. Страната носи името на река Нигер, която минава през територията ѝ и е основен водоизточник на населението. Столица е град Ниамей.
Нигер се нарежда сред най-слабо развитите страни в света и има нисък индекс на човешко развитие, дължащо се на експлоатацията на ресурсите и населението от страна на Франция. От 1960 до 1974 г. управлението е еднопартийно, а след това е в ръцете на военна хунта. След 1991 г. е установено демократично управление, но честите суши и почти пълното отсъствие на здравеопазване и образование са причина стандартът на живот да продължава да бъде нисък. Проблем създават и бунтовете на туарегите в крайните северозападни региони на страната.
Страната е богата на полезни изкопаеми като уран, въглища, желязо, злато и нефт.

## Етимология
Страната е наречена на река Нигер. За произхода на името на самата река има няколко предположения. Най-ранната засвидетелствана употреба на думата е от 1550 г. в трудове на андалуско-берберския изследовател Лъв Африкански. В миналото се е смятало, че името идва от латинската дума niger („черен“) но днес тази хипотеза е почти изцяло отхвърлена. Названието нигер вероятно произлиза от туарегския израз гхер-н-гхерен, който означава „река на реките“. Друго предположение е свързано с имената, които александрийският географ Клавдий Птолемей обозначава две сухи реки (уади) в региона – Гир в днешен Алжир, и Ни-Гир, която вероятно е днешната река Нигер.

## История
За разлика от днес преди 5000 години Сахара и земите на днешен Нигер са били покрити от плодородни равнини. Там са съществували древни култури, занимаващи се със земеделие и животновъдство. Оставените от тези цивилизации рисунки свидетелстват за развито общество, опитомило различни видове животни, изработвало колесници и керамични съдове. Най-старите такива изображения са на възраст от около 12 000 години. Според доклад на ЮНЕСКО е възможно обработването на желязо в тази част на Сахара да е започнало около 1500 година преди Христа.
Най-голямата държава, съществувала на територията на днешен Нигер, е царство Сонгхай. След нейното унищожаване в края на 16 век започват да се формират съюзи между туарегските племена. С времето техните конфедерации се изместват на юг и започват сблъсъци със Сокотския халифат. Първият западен изследовател, стъпил по тези земи, е шотландецът Мънго Парк, обиколил Сахара заедно с германеца Хайнрих Барт в търсене на изворите на река Нигер. Към 1900 г. пристигат френските колонизатори и през 1922 г. Нигер официално става френска колония, част от Френска Западна Африка.
След промени във френската конституция, даващи по-големи правомощия на колониите, на 4 януари 1959 г. в Нигер се провеждат избори за местен парламент, или т.нар. териториално събрание. Основните участници са Прогресивната партия на Нигер (местен клон на Африканското демократично движение, подобно на Чадската прогресивна партия) и Африканското социалистическо движение (познато като САВАБА). ППН е оглавявана от Амани Диори, а АСД – от Джибо Бакари. Прогресивната партия побеждава в изборите, печелейки 54 места в 60-местния парламент. Социалистическото движение печели едва 4 места, останалите 2 са спечелени от други партии. През 1959 г. Диори става президент и министър-председател с одобрението на много местни племенни вождове и с подкрепата на Франция. До 1960 г. френското правителство забранява всички партии, освен Прогресивната, превръщайки Нигер в еднопартийна държава.
На 3 август 1960 г. е обявена независимост. През декември същата година Народното събрание избира официално Диори за президент. Управлението му се характеризира със запазването на местните племенни структури, както и добрите отношения с Франция. Въпреки това администрацията му е силно корумпирана и правителството не успява да се справи с глада и сушата в началото на 1970-те. Това предизвиква вълна от недоволство, която обаче правителството игнорира. Междувременно отношенията между Нигер и Франция се влошават след посещението на Жорж Помпиду, който остава разочарован от организацията при добива на уран – суровина, изключително важна за френската енергетика и армия. Заедно с това нараства и етническото напрежение, понеже в кабинета на Диори не е имало представители от народите хауса и фула, които съставят 40% от населението на страната. Въпреки това президентът се задържа на власт и дори увеличава правомощията си, поемайки контрол над външното министерство и министерството на отбраната.
На 15 април 1974 г. началникът на Щаба на нигерската армия подполковник Сейни Кунче извършва военен преврат и сваля Диори от власт. Той установява военна хунта, разпуска парламента, суспендира конституцията и освобождава всички политически затворници, арестувани по време на предишния режим. Хунтата ограничава правата на гражданите и свободата на словото, но постига икономически напредък. Кунче умира през 1987 и е заменен от полковник Али Саибу, който управлява до 1993 година. Тогава се провеждат и първите демократични избори.
Страната обаче остава неспокойна – туарегите организират въоръжена съпротива срещу централната власт, докато новите институциите на президента и премиера не могат да постигнат политическа хармония и отношенията между тях са замразени. Туарегският бунт приключва с мирно споразумение през 1995 година, но кризата в правителството не е решена. Като цяло 1990-те години са белязани от размирици, вътрешнополитическа нестабилност, многобройни опити за изработване на демократична конституция и два преврата. След 2000 година конфликтът с туарегите се разгаря отново и добивът на уран бива прекъсван на места. През 2004 година се провеждат местни и президентски избори. За президент е избран Танджа Мамаду, но към края на втория си мандат той изразява желание да промени конституцията и да се кандидатира за трети път. Заради тези с действия Мамаду е свален от власт от военните, които впоследствие организират референдум за конституция и свикват нови избори на 31 януари 2011. Махамаду Исуфу, дългогодишен опозиционен водач от Нигерска партия за демокрация и социализъм е избран за президент на втори тур.

През нощта на 26 срещу 27 юли 2023 Година е извършен Държавен преврат от армията 

## Държавно устройство
Нигер е полупрезидентска република. Президентът е държавен глава и се избира пряко на избори на всеки пет години, с ограничение до два мандата. Той назначава министър-председателя, с когото дели изпълнителната власт. Законодателната власт е в ръцете на еднокамарното Народно събрание, което има 171 депутати – 158 представящи многомандатни райони, 8 представящи едномандатни малцинствени райони, и петима, представящи диаспората в чужбина. Съдебната власт се състои от Висш съд, Върховен съд, Конституционен съд, и първоинстанционни съдилища, действащи на основата на Наполеонов кодекс; законите обаче взимат предвид и елементи на ислямското и обичайното право.
Основен закон е конституцията на Нигер, която е обнародвана на 25 ноември 2010 г. Поправки в конституцията могат да се внасят от президента или народното събрание, но за допускането на поправките до дебат е необходимо парламентарно мнозинство от 3/4, а за гласуване и приемане - 4/5. Ако бъде отхвърлена, поправката може да бъде насочена към референдум. На предложения за конституционна поправка не подлежат основополагащи държавни принципи – формата на управление, многопартийната система, разделението на религиозна и светска власт, дисквалифициране на депутати, въпроси, касаещи амнистията на участниците в преврата от 2010 г., както и самите процедури за въвеждане на конституционни поправки.
До преврата от юли 2023 г. в Нигер действа Седмата нигерска република. След преврата конституцията е суспендирана.

### Административно деление
Нигер е разделена на 7 административни региона и 1 район, включващ столицата на страната град Ниамей. Административните региони са подразделени на департаменти, чийто общ брой е 36.
- Агадез
- Дифа
- Досо
- Маради
- Тауа
- Тилабери
- Зиндер
- столичен район Ниамей

## Природна среда
Нигер е разположена почти в сърцето на Сахара и няма излаз на море. Около 80% от територията ѝ са заети от пустинята, останалите 20% са покрити от савана, подходяща за животновъдство и земеделие. С площ от 1 267 000 км², Нигер е на шесто място по големина в Африка след Судан, Алжир, ДР Конго, Либия и Чад. Общата дължина на границите е 5834 километра, от които най-дълга е тази с Нигерия на юг (1608 км); Нигер също граничи с Алжир на северозапад (951 км), с Мали на запад (838 км), с Буркина Фасо на югозапад (622 км), с Либия на североизток (342 км), с Чад на изток (1196 км), и с Бенин на юг (266 км).
От изток на запад страната е с дължина около 1460 километра, а от север на юг – към 1200 километра. Условно Нигер може да бъде разделена на три географски региона – изцяло пустинна северна част, преходна зона (Сахел) и по-влажен и плодороден равнинен пояс в най-южните части, принадлежащ към природната зона Судан. В северната част платото Аир е най-отличаващият се планински масив. В Аир се намира връх Мон Багзан (2022 метра над морското равнище), най-високата точка в Нигер. В крайната североизточна част на страната се намира друг масив - платото Джадо, което на изток оформя връзка с планините Тибести в северен Чад. Между Аир и Джадо е разположена пустинята Тенере, която в по-голямата си част е пясъчно море, или т.нар. ерг. В централните и южните части преобладават по-ниски плата, долини и сухи речни корита, наречени далол – остатъци от пресъхнали в древността притоци на река Нигер. Средната надморска височина е 474 метра. Полезните изкопаеми включват уран (едни от най-големите запаси в света), петрол, въглища, калай, фосфати, злато, молибден, сол и гипс.
Нигер е една от най-сухите и горещи страни в света, но в най-южните части на страната климатът е по-влажен. Сезоните са два – сух и дъждовен (от февруари/март до май – сух горещ, от октомври до февруари – сух хладен, а от юни до септември – дъждовен). По време на горещия сух сезон температурите са в максимум; най-горещ е месец май, когато следобедните температури в цялата страна достигат 42°− 45° по Целзий. Най-студен е месец януари, когато следобедните температури са средно около 30°, но амплитудите са големи, особено на север, където нощно време температурата може да падне под нулата. Януари и февруари са белязани от горещия североизточен вятър харматан, а през април и май от Атлантическия океан навлизат пасати. При сблъсъка на тези въздушни маси се образуват шквални линии с интензивни гръмотевични бури, които са предвестник на дъждовния сезон. Самият дъждовен сезон е кратък, валежните количества варират силно според региона, и началото му е непредвидимо (често закъснява или подранява), което създава значителни рискове за земеделието. Август е дъждовен месец във всички части на страната с изключените на най-крайните пустинни северни райони.
Основният водоизточник е една от най-дългите африкански реки – Нигер. Тя е дълга 4200 км, от които 500 текат на територията на страната. По-големи притоци също са важен водоизточник за населението. Това са Тапоа, Мекру, Сирба, Даргол и други. Едва 0,2% от общата площ на държавата са водни басейни. Другият значим воден басейн е езерото Чад на изток. Заедно с река Нигер, тези два водни басейна са остатъци от някогашните пълноводни реки, езера и речни долини, които са текли в тази част на Сахара в дълбоката древност. От древните реки са останали само корита, някои от които влажни, а в част от тях все още текат малки реки, които се вливат в Нигер. От Аир на юг към Нигер се спускат т.нар. кори – също остатъци от реки, под чиито пясъци все още има вода. В най-южните региони около Маради (където дъждовните количества достигат до 700 mm годишно) и Зиндер има постоянни езера, както и временни водни басейни, образуващи се след августовските дъждове. В пустините на север единствените постоянни водни източници са в оазисите, като Билма и Тимия.

### Биоразнообразие
Общо в Нигер присъстват 2124 вида растения във всички природни зони, включително един ендемичен (Rhyncosia airica), както и 487 вида водорасли. Нигер има относително богато разнообразие от животински видове във всяка от природните зони. Фауната е представена от 3200 вида, в това число 168 вида бозайници, 512 вида птици, 150 вида влечуги и земноводни, 112 вида риби, и множество различни мекотели и насекоми.
В пустинните райони растителността е оскъдна и съсредоточена главно около оазисите. В Сахел растителните видове са предимно ниски и с кратък жизнен цикъл, и се оползотворяват за паша на добитъка. В Судан на юг, особено в саваните на югозапад, растат различни видове дървета – акация, баобаб, палми, тамаринд, памуково дърво (капок). Фауната е представена от едногърби камили, щраусове и газели, включително критично застрашената сахарска газела, която е един от символите на страната. В национален парк W могат да се срещнат слонове, лъвове и биволи, както и някои от последните популации на жираф в Западна Африка. По бреговете на Нигер се срещат крокодили и хипопотами; брадавичестата свиня също присъства.

## Население
По-голямата част от населението на страната е съсредоточено в южната част на страната в близост до границата с Нигерия и Бенин. Около 94% от жителите на страната изповядват исляма.
Към 52% от населението на Нигер принадлежат на народа хауса, над 23% са от народите диерма и сонгай, а 8% са от берберите туареги.
74% от мъжете и 90% от жените са неграмотни.

## Икономика
Икономиката на Нигер се базира почти изцяло на земеделието и животновъдството, както и на добива на уран. Сушата, високият прираст на населението и понижените цени на урана представляват основен проблем за страната.
Въпреки че е богата на природни ресурси, Нигер се нарежда сред най-бедните и слаборазвити държави в света поради преобладаващия пустинен терен, корупцията и ниската грамотност на населението, които предполагат липса на специалисти и на стимул за инвестиции.
Официалната валута е западноафриканският CFA франк. Средната работна заплата е една от най-ниските в света: 600 – 1000 франка на ден, което се равнява на около 1 евро. Уранът допринася за 72% от износните печалби. В района между река Нигер и границата с Буркина Фасо има значителни запаси на злато, към чийто добив проявяват интерес чужди компании.
Държавната Китайска национална нефтена компания е подписала споразумение за 5 млрд. щ.д., според което Китай ще разработи нефтеното находище в района на Агадем, ще построи 2000-километров нефтопровод и рафинерия с капацитет 20 000 барела на ден. Работата по проекта започва през 2009.

## Други
- Комуникации в Нигер
- Транспорт в Нигер
- Армия на Нигер
- Външна политика на Нигер